# (313921) Daassou
(313921) Daassou  es un asteroide perteneciente al cinturón de asteroides, descubierto el 5 de septiembre de 2004 por Michel Ory desde el Observatorio Astronómico del Jura, en Suiza.

## Designación y nombre
Daassou se designó inicialmente como 2004 RP1.
Más adelante, en 2015 fue nombrado por Ahmed Daassou (nacido en 1976) quien ha sido administrador del observatorio de Oukaïmeden desde 2011.

## Características orbitales
Daassou orbita a una distancia media del Sol de 3,183 ua, pudiendo acercarse hasta 2,460 ua y alejarse hasta 3,905 ua. Tiene una excentricidad de 0,227 y una inclinación orbital de 13,039° grados. Emplea en completar una órbita alrededor del Sol 2073,73 días.
Los próximos acercamientos a la órbita de Júpiter ocurrirán el 14 de febrero de 2054, el 10 de abril de 2065 y el 27 de junio de 2076.

## Características físicas
Su magnitud absoluta es 15,41. Tiene 2,597 km de diámetro y su albedo se estima en 0,218.